# Notación tironiana

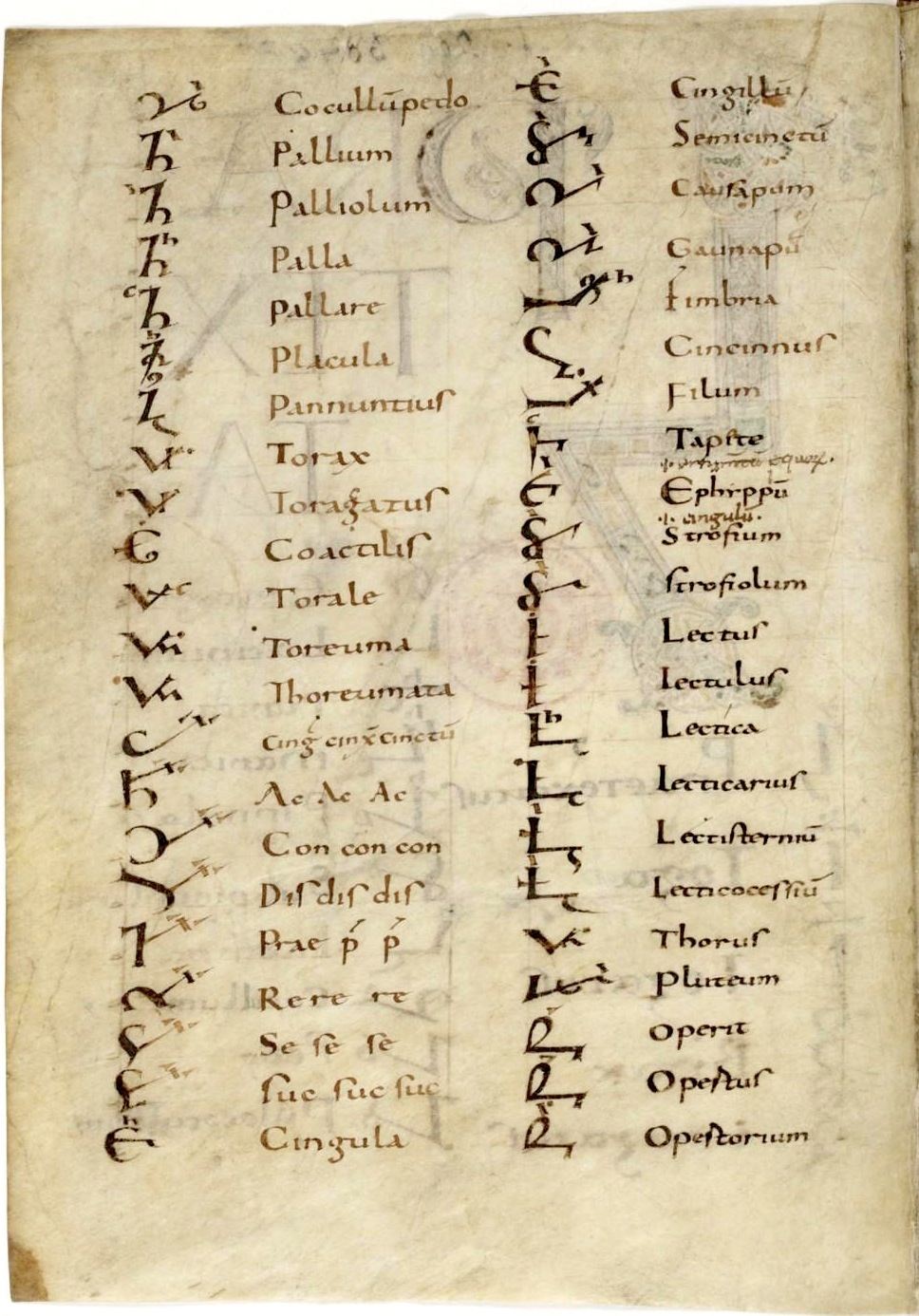
Primera página de los Commentarii notarum tironianarum (800-850), con dos columnas que detallan la correspondencia entre las notas tironianas (izq.) y su significado (der.).

Las notas tironianas (Notæ tironianæ, en latín) constituyen un sistema de taquigrafía inventado por Marco Tulio Tirón, exesclavo, secretario y escriba del político, orador y filósofo romano Marco Tulio Cicerón, en el siglo I a. C. El sistema de Tirón estaba formado por unos 1000 signos, ampliados posteriormente a 5000.
En la Europa medieval, los signos tironianos se enseñaban en los monasterios, y el sistema se extendió a unos 13 000 signos. El uso de los signos tironianos entró en declive a partir del s. XII, pero siguió utilizándose hasta el s. XVII.

## Naturaleza
Las notas tironianas están pensadas para el latín y se dividen en dos series: la que abrevia las raíces de las palabras y la que abrevia las desinencias, como el caso, el género o el número.
Están formadas por un signo principal o radical, al que puede añadírsele un signo auxiliar de terminación. El signo principal suele ser una abreviatura derivada de la letra inicial de la palabra acompañada a veces por alguna otra consonante. Los trazos derivan de las letras capitales o de las cursivas, lo que produce versiones distintas del mismo signo, enlazadas y a veces rotadas para facilitar su escritura. El signo auxiliar, que representa la desinencia, es siempre más pequeño y se coloca al lado (antes o después, arriba o abajo).
Los signos tironianos pueden ser, a su vez, ligaduras formadas por otros signos más sencillos y, a pesar de ello, el resultado ser más corto que la palabra a la que reemplaza. Además, un mismo signo puede tener distintas grafías alternativas. Esto explica el gran número de signos tironianos reconocidos y la diversidad de estimaciones sobre su número total. 

## Historia

### En la Antigüedad

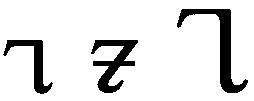
Signo et tironiano, U+204A ⟨⁊⟩.

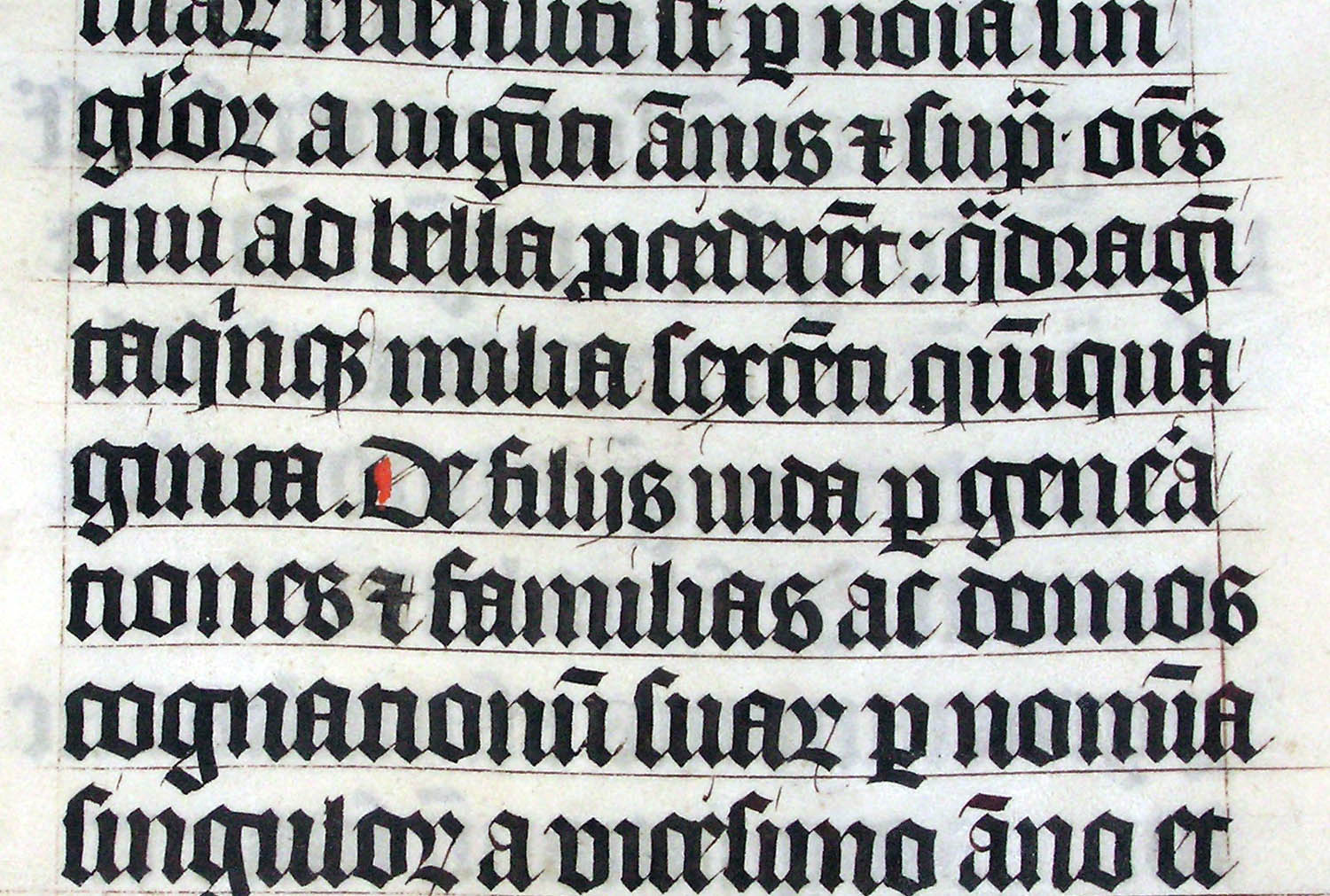
Dos et tironianos (en la segunda y sexta líneas) en esta Biblia escrita por un escriba belga en 1407.

El primer sistema taquigráfico occidental del que se tiene conocimiento es el que fue usado por Jenofonte, historiador griego, al escribir las Memorabilia o Recuerdos de Sócrates.
La primera mención de los signos tironianos se atribuye a Plutarco, en el capítulo de las Vidas paralelas sobre Catón el Joven, donde afirma que en el 63 a. C. fueron utilizadas para consignar por escrito la opinión de Catón sobre la condena de los cómplices de Catilina.

Se dice que este discurso es el único que se ha conservado de Catón, por haber el cónsul Cicerón enseñado de antemano a los amanuenses que con mayor rapidez escribían ciertos signos que, en formas muy pequeñas y breves, tenían el valor de muchas letras, y los  había distribuido por distintos puntos del salón del Senado. Todavía no se utilizaban, ni se conocían, los llamados taquígrafos, sino que fue la primera vez que se vio utilizar algo parecido.
Plutarco, Vidas paralelas, Catón el Joven, 23.

La tradición atribuye a Marco Tulio Tirón, esclavo y secretario de Cicerón, la invención de este sistema de escritura rápida, inspirado en similares notas griegas. Al principio solo habría abreviado las palabras más frecuentes y luego habría mejorado su método con abreviaturas de las frases o expresiones más comunes.
Sin embargo, a comienzos del siglo III d. C., Dion Casio atribuye a Mecenas la invención de la taquigrafía, indicando que empleó a su liberto Aquila para enseñar el sistema a otros.
En el siglo VII d. C., Isidoro de Sevilla consigna otra versión sobre la historia del sistema, atribuyendo la invención al poeta Ennio, del que afirma hubo inventado 1100 notas. Isidoro dice que Tirón trajo la práctica a Roma, pero que solo utilizó las notas tironianas para las preposiciones. Indica que posteriormente otros autores —Vipsanius, Philargius, y el liberto de Mecenas, Aquila— fueron añadiendo más notas hasta que Séneca las sistematizó en un corpus de 5000.

Alfabeto tironiano con una línea de ejemplo en que se mezclan letras normales y notas tironianas.

### En la Edad Media
En la Alta Edad Media, se utilizaban ampliamente este tipo de notas para representar las palabras conjuntamente con otras abreviaturas. En Francia, el empleo de las notas tironianas era frecuente en los actos administrativos en la época merovingia y carolingia para cifrar el nombre de los intervenientes, utilizando las notas de forma fonética. El recuento realizado por Ultich Friedrich Kopp en 1817 ascendió a 13 000 notas distintas. Este sistema de notación alfabética terminó cayendo en desuso por su complejidad y oscuridad, por la que fue asociado a menudo con la brujería y la magia. 
Thomas Beckett, arzobispo de Canterbury, lo rescató del olvido interesándose de nuevo por el sistema tironiano en el siglo XII d. C.. Pero los monjes habían inventado ya otros sistemas de abreviaturas para los manuscritos que copiaban, y las notas tironianas no tuvieron la misma aceptación que en la Alta Edad Media. En el siglo XV d. C., Johannes Trithemius, abate benedictino de Sponheim, descubrió las notae Benenses: un salmo y un vocabulario ciceroniano escrito en taquigrafía tironiana.

### En tiempos recientes

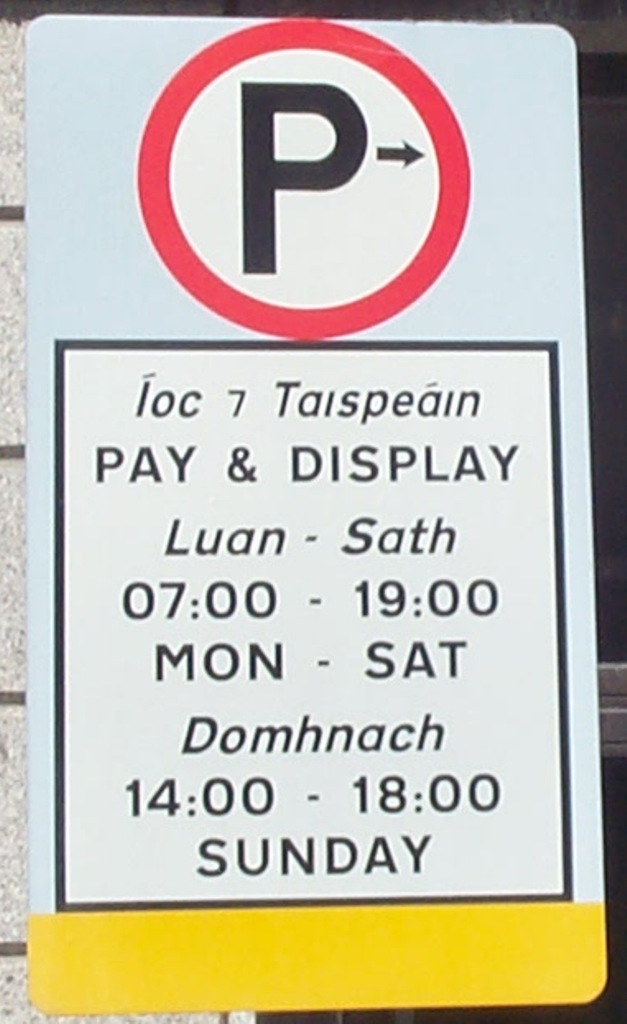
Una placa de estacionamiento en Dublín que utiliza la nota tironiana et para abreviar el irlandés agus (conjunción y).

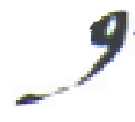
9 tironiano. Detalle caligráfico del manuscrito Devonshire.

Pero el uso declinó después de este rebrote de interés renacentista, y las notas tironianas fueron prácticamente olvidadas con excepción de algunos signos que gozaron de una vida propia. 
Por ejemplo, el llamado «9 tironiano», un signo semejante al número 9, que continuó utilizándose para denotar la palabra latina cum y sus derivados. En realidad se utilizó para abreviar las sílabas cum, com, con, etc. En manuscritos franceses es posible encontrar 9me para abreviar comme. 
Otra nota tironiana conservada por el uso ha sido el et tironiano «⁊», que abrevia la conjunción copulativa latina et (y) utilizándose incluso en su traducción a otras lenguas, románicas o no. Por ejemplo: 
- Se utiliza en Irlanda y Escocia para abreviar la conjunción «y» (agus en irlandés y escocés gaélico).

- También ha dado lugar a la «z» final de la abreviatura culta «viz.», utilizada para expresar brevemente en un texto las locuciones «esto es», «a saber», «es decir», y que en un principio era la nota tironiana «⁊» representando el -et final del latín videlicet.

- En textos con caracteres góticos, fue utilizada en la abreviatura «⁊c.» (etc., et cætera) hasta el siglo XIX d. C.. Téngase en cuenta que, en estos textos, el et tironiano puede fácilmente confundirse con la r rotunda.

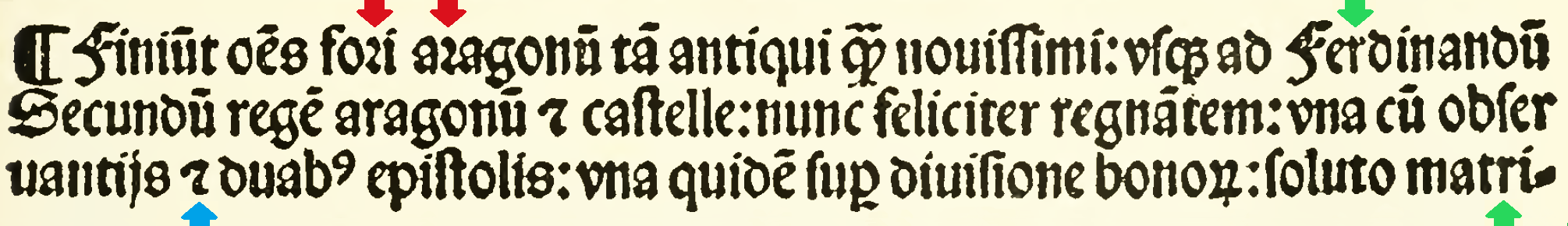
Página impresa en Zaragoza, en 1496. En rojo, r rotunda; en verde, r normal, en azul, et tironiano.

## Uso en ordenadores
Los dispositivos informáticos modernos apenas disponen de medios para procesar y mostrar las notas tironianas. Sin embargo, el signo et ⟨⁊⟩ tironiano está disponible en el punto de código Unicode U+204A (bloque de puntuación general). En Windows está disponible en el tipo de letra Segoe UI (que se instala con el sistema operativo desde la versión Vista); en Mac OS X e iOS en el tipo Helvética; y también en el tipo DejaVu Sans en Windows, OS X, Google Chrome OS y en varias distribuciones Linux.

## Imágenes

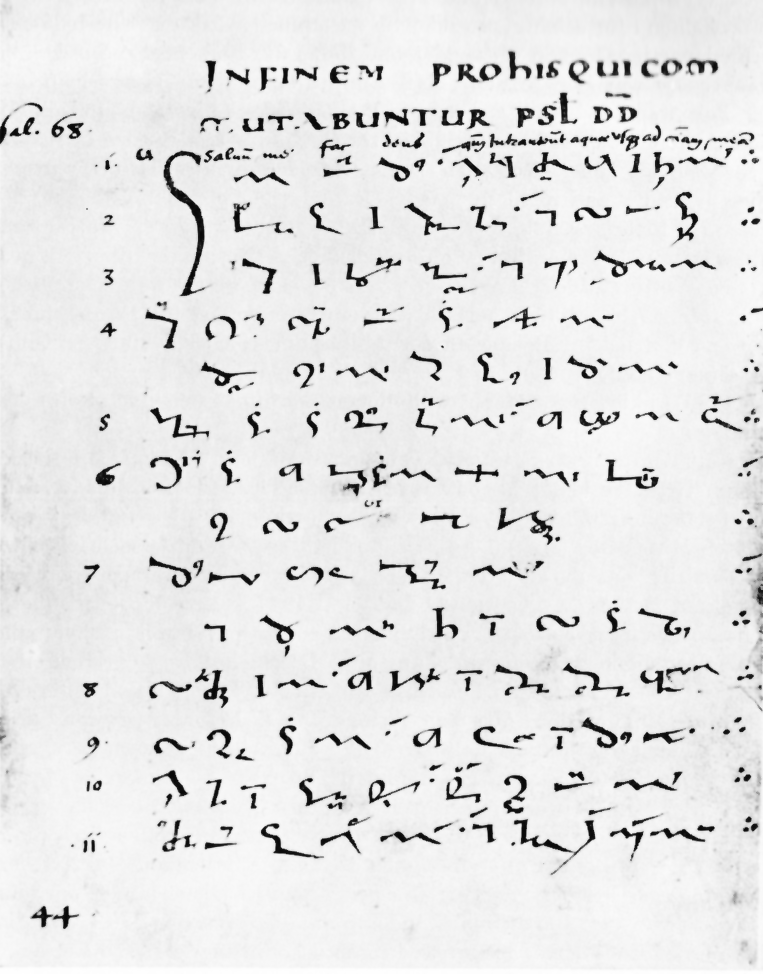
Salmo 68 escrito en notas tironianas. Manuscrito del siglo IX d. C..
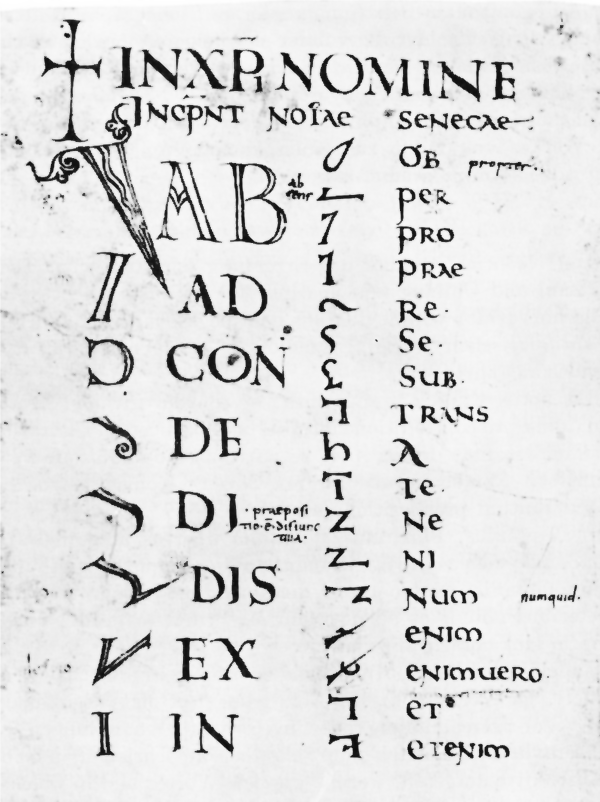
Glosario de notas tironianas del siglo VIII d. C., códice Casselanus.
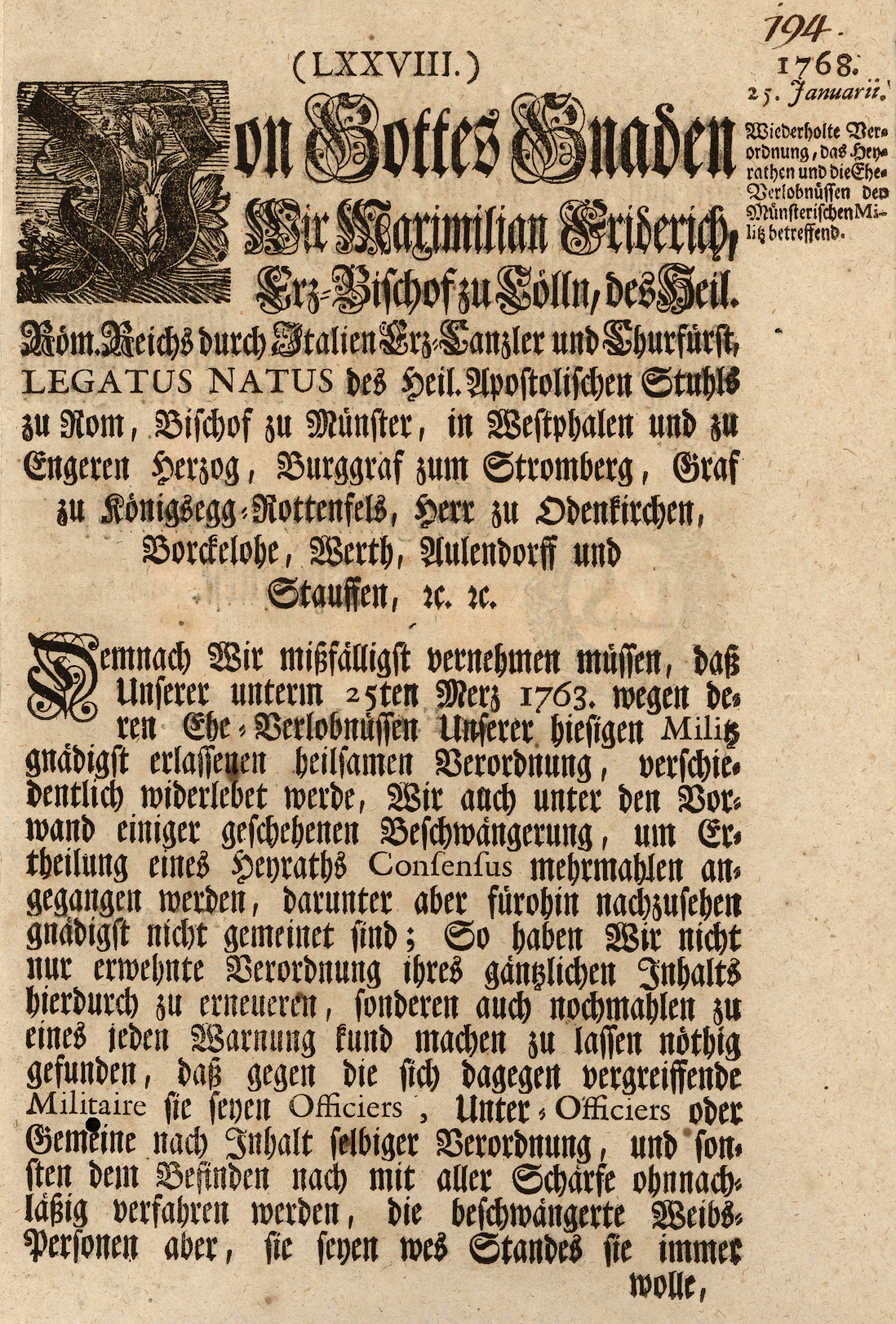
Al terminar el encabezado, dos et tironianos en la abreviatura «⁊c.» («etc.»). Alemania, 1768.
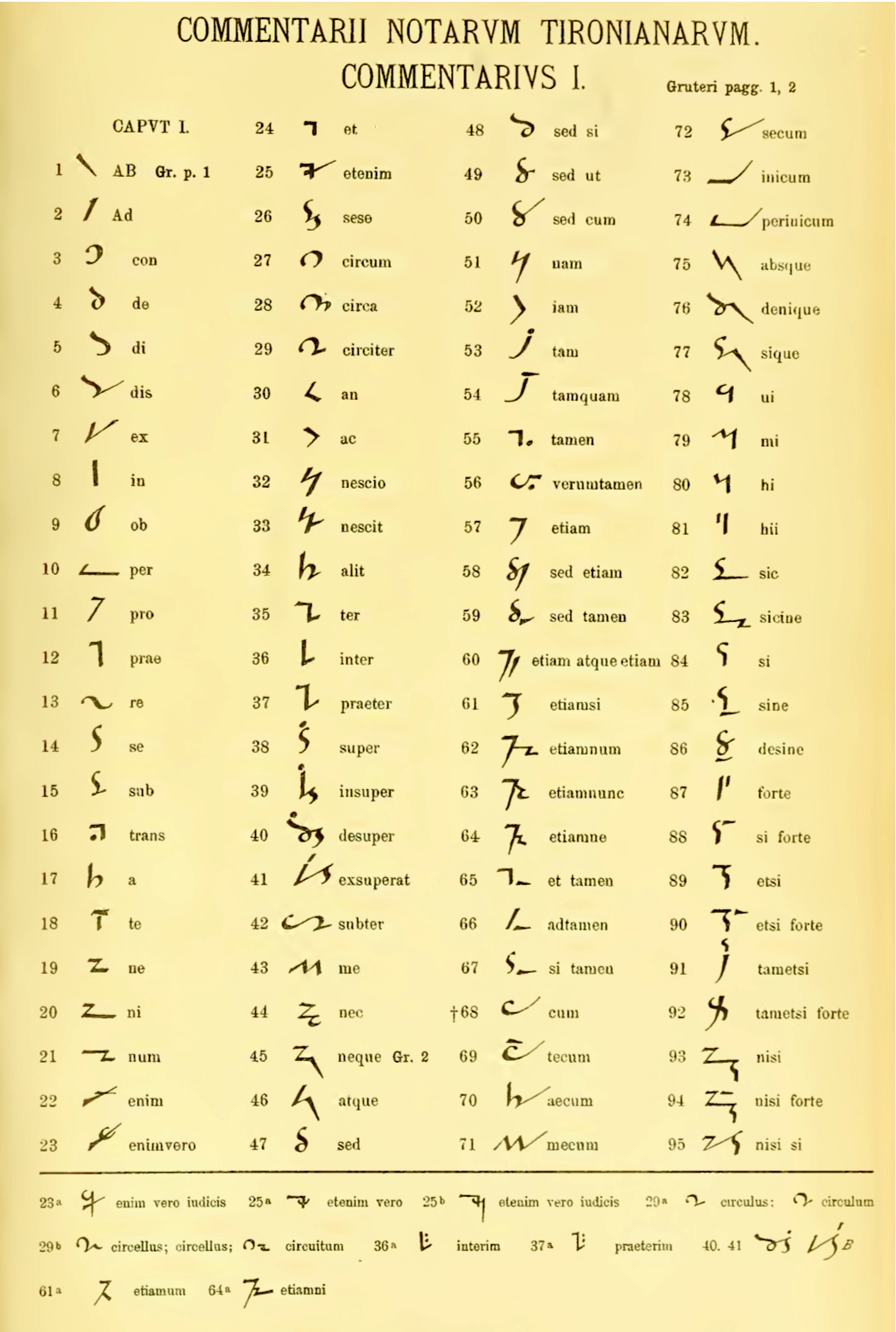
Lámina de notas tomada de la edición de los Commentarii notarum tironianarum de Wilhelm Schultz, 1893.
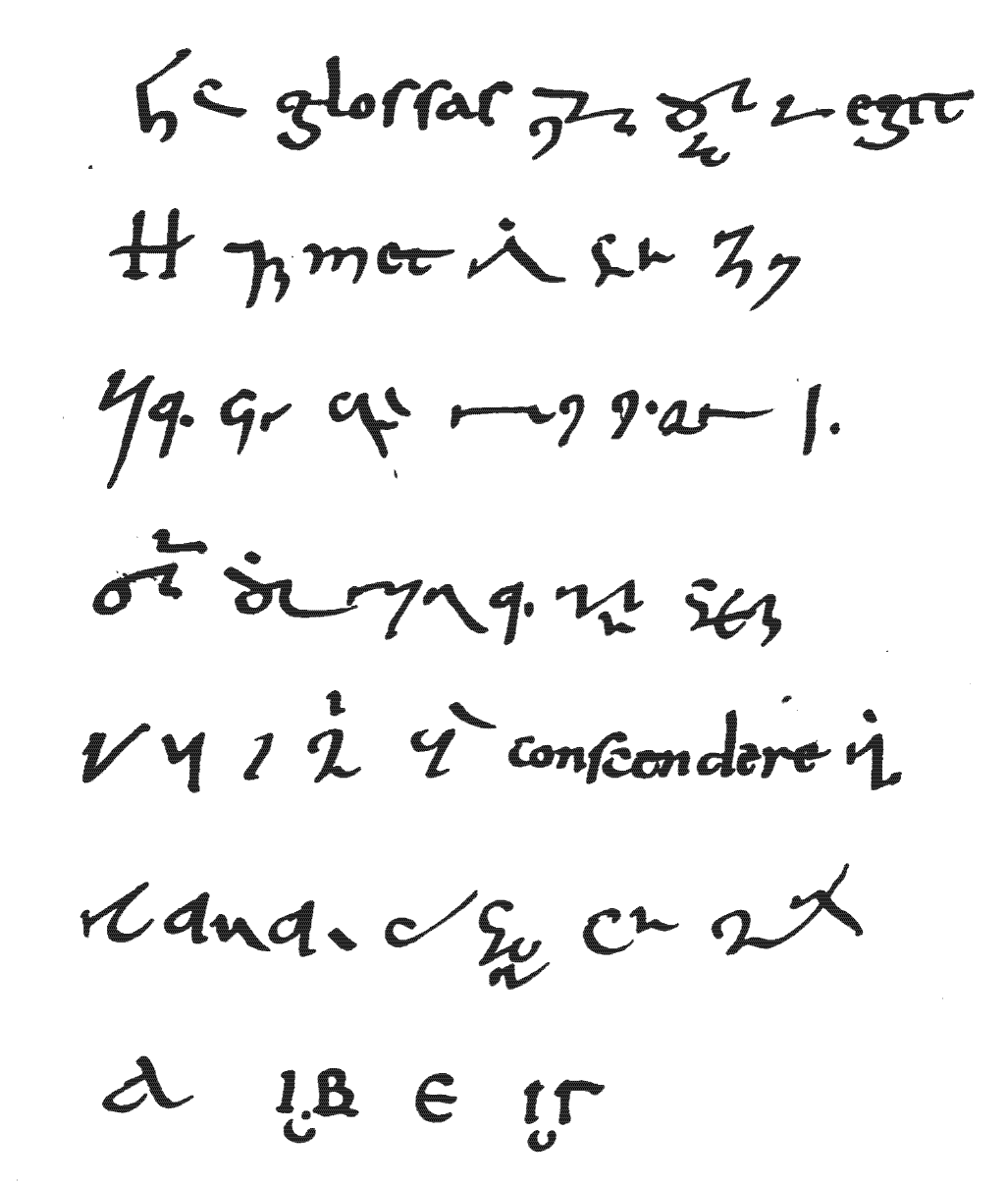
Notas tironianas del colofón del manuscrito Laon, Bibl. mun. 444, fol. 275v, del siglo IX d. C..